# Риб'янцеве
Риб'я́нцеве— село в Україні, у Новопсковській селищній громаді Старобільського району Луганської області.
Риб’янцеве засноване в 30-х роках XIX століття.
Населення становить 1306 осіб. Орган місцевого самоврядування — Риб'янцівська сільська рада.
Село постраждало внаслідок геноциду українського народу, вчиненого урядом СРСР у 1932—1933 роках, кількість встановлених жертв — 198 людей.
Храм Великомученика Георгія Змієборця побудовано орієнтовно у 1907 р. . Проект храму розробив  архітектор В.Немкін.
Поблизу села на річці Айдар є гребля та водосховище.

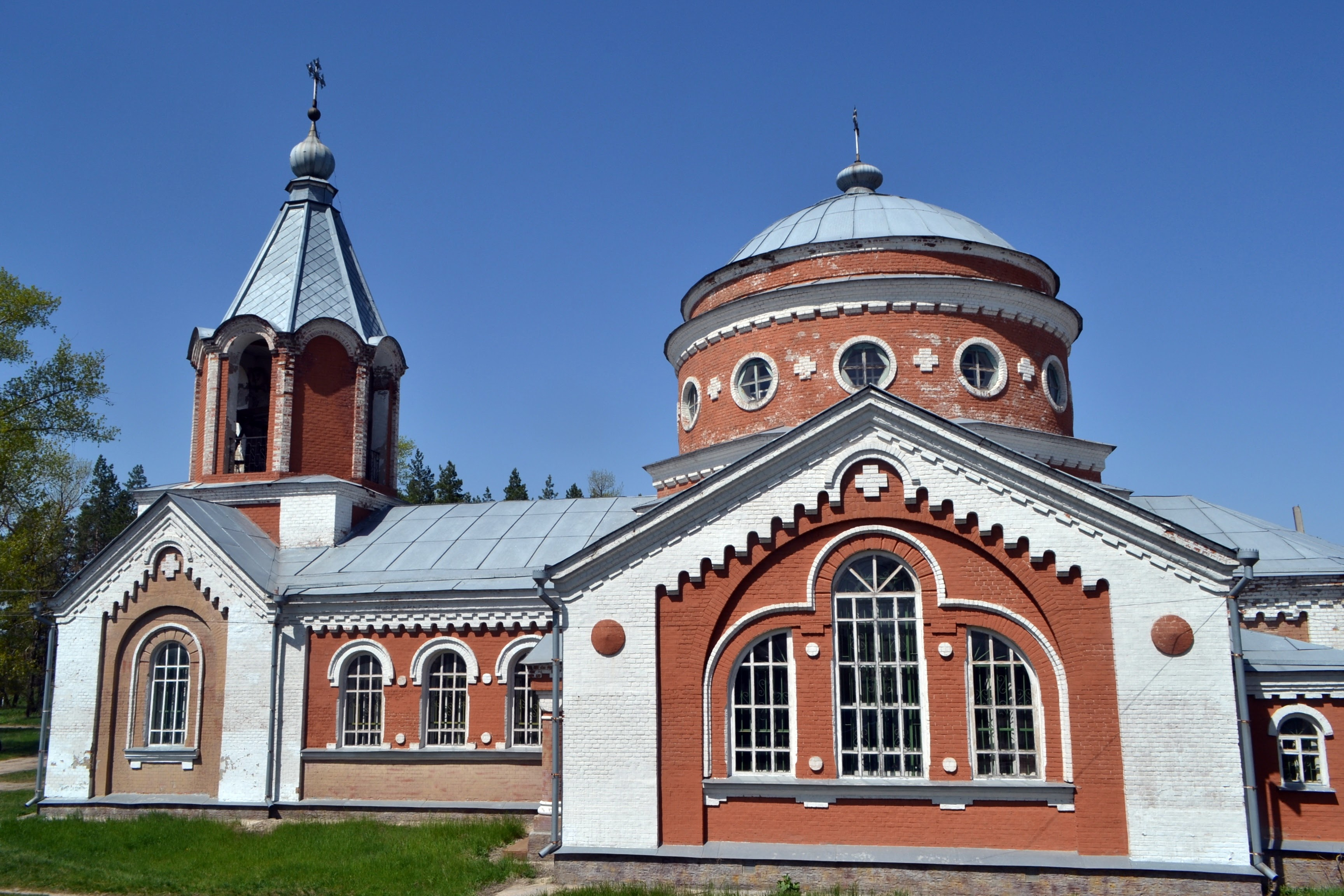
храм
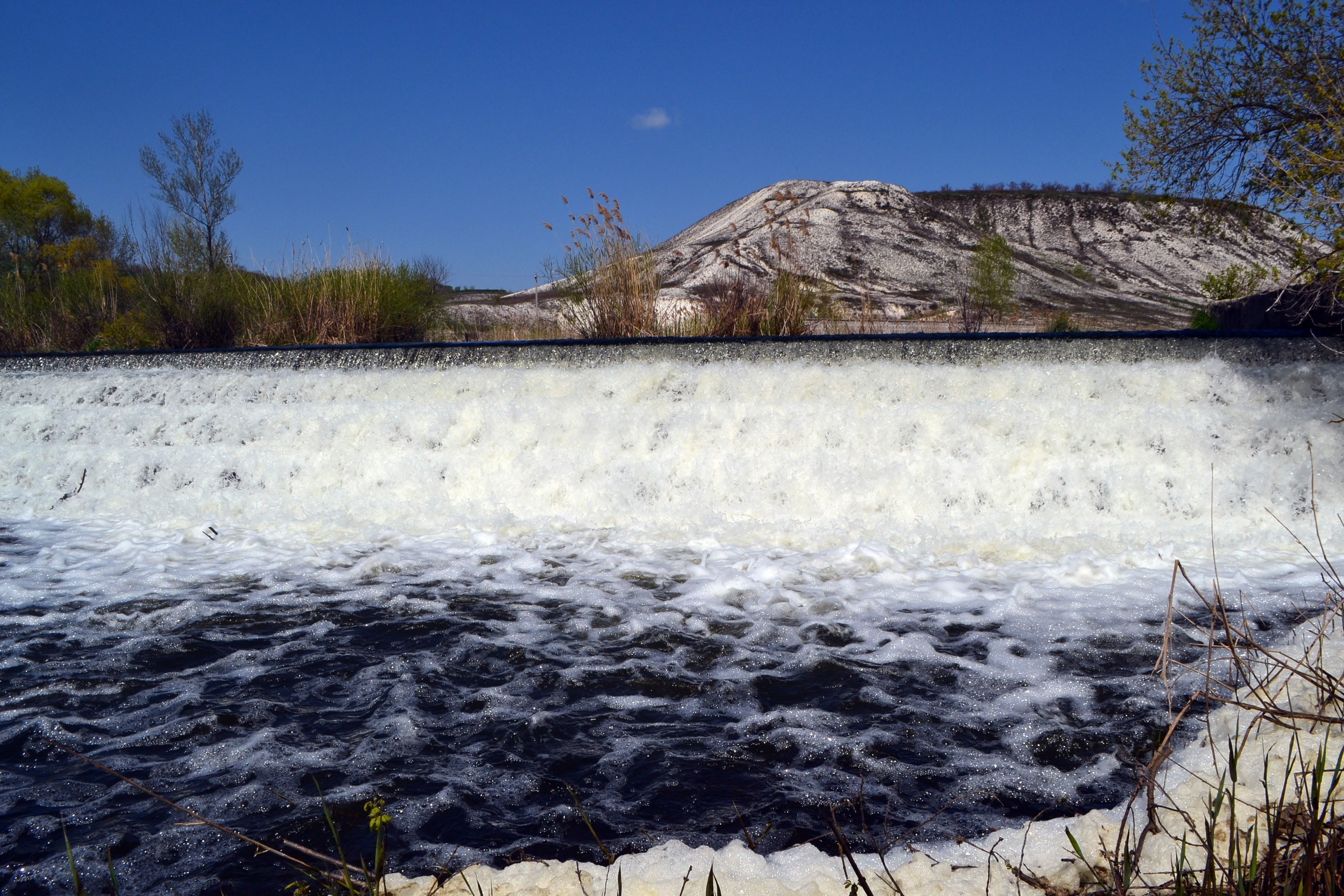
гребля
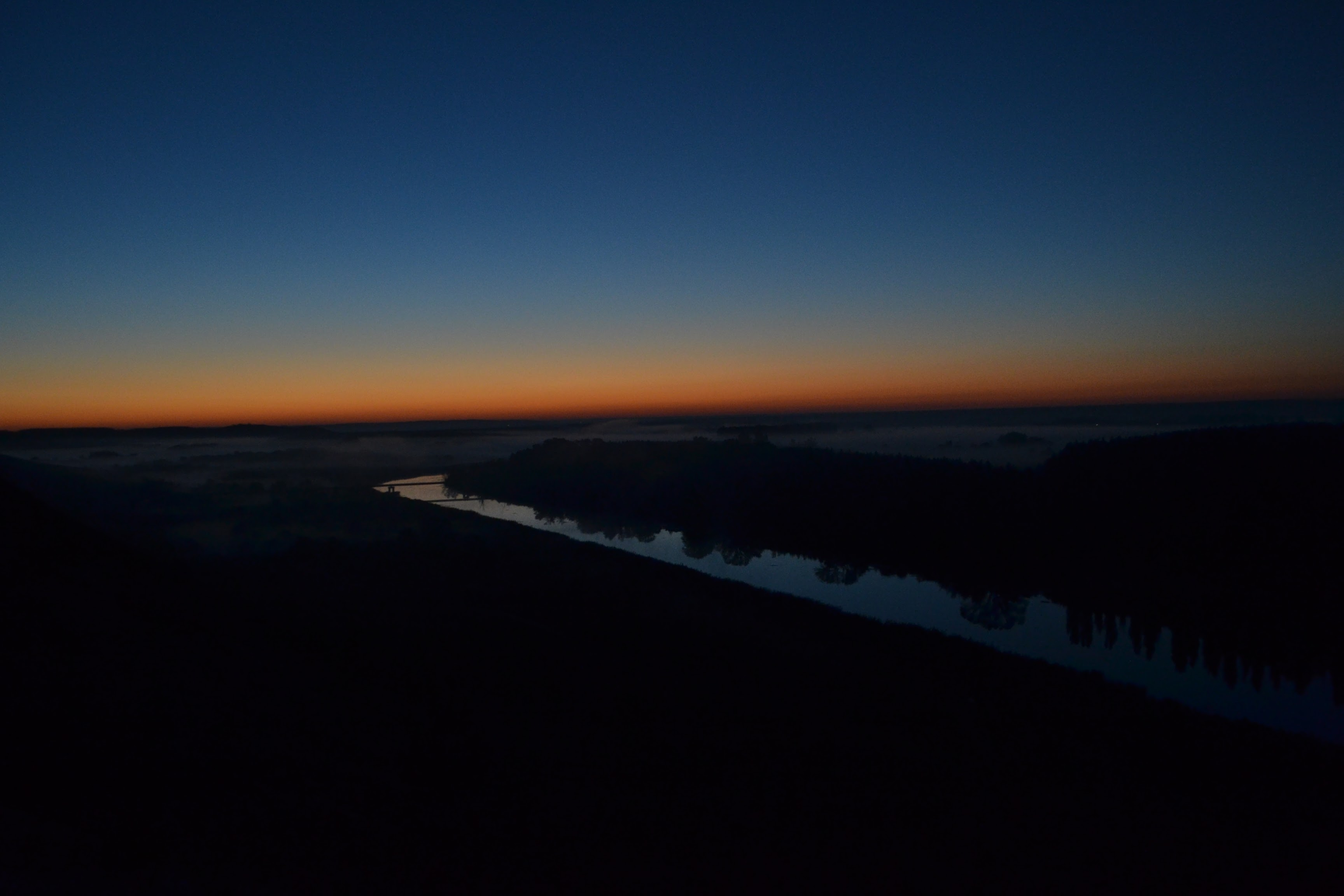
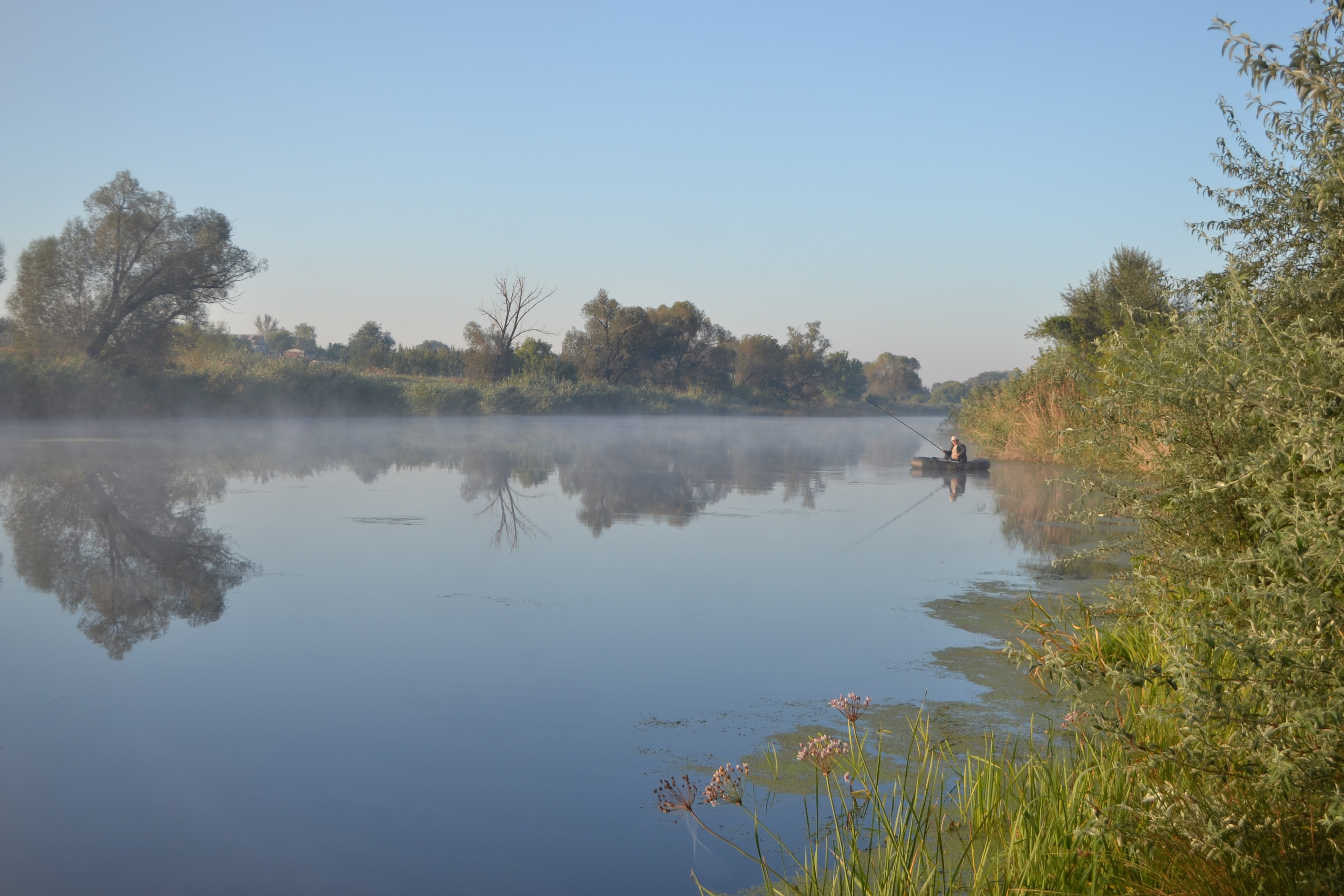
Туман
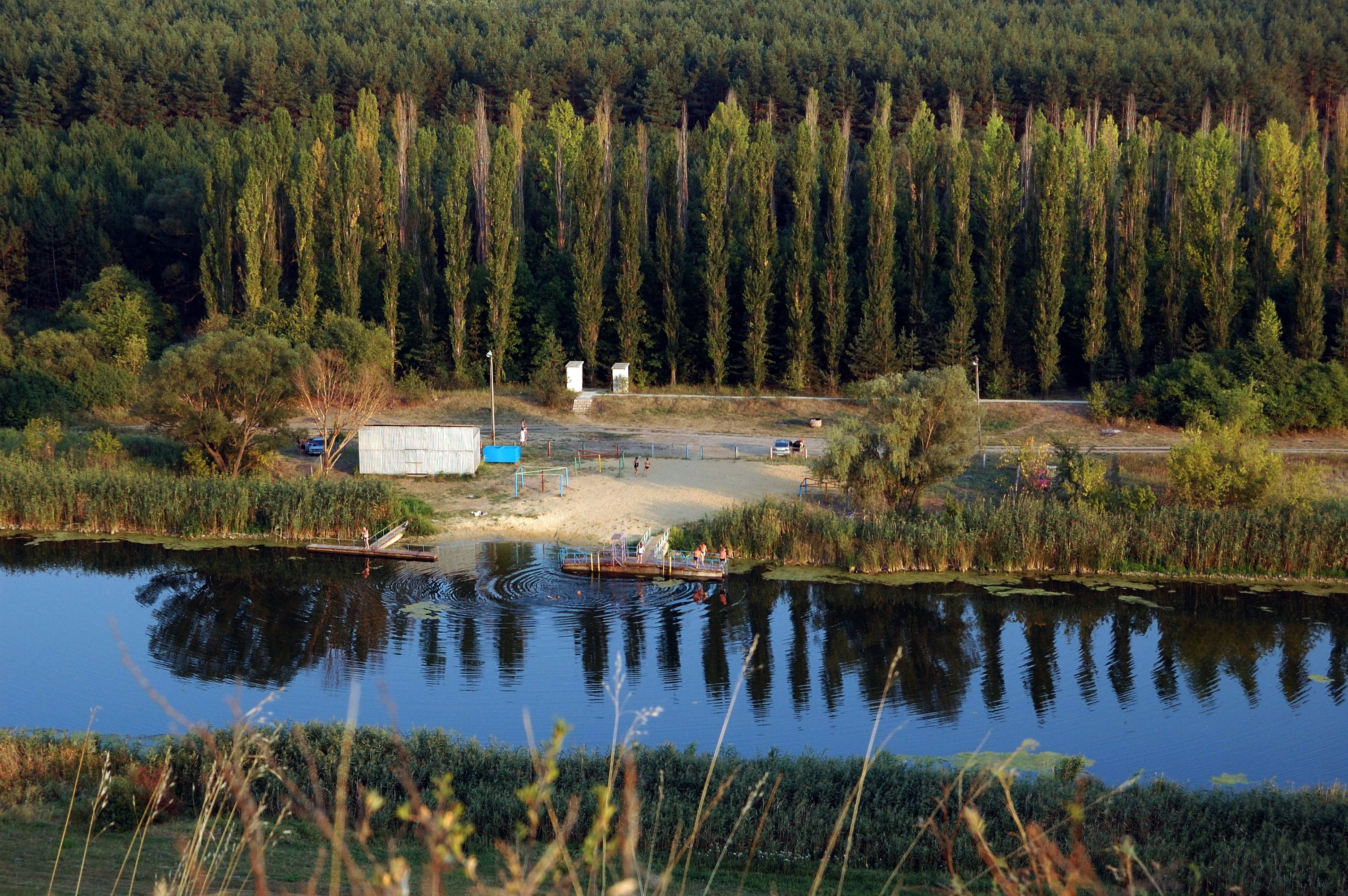
Пляж
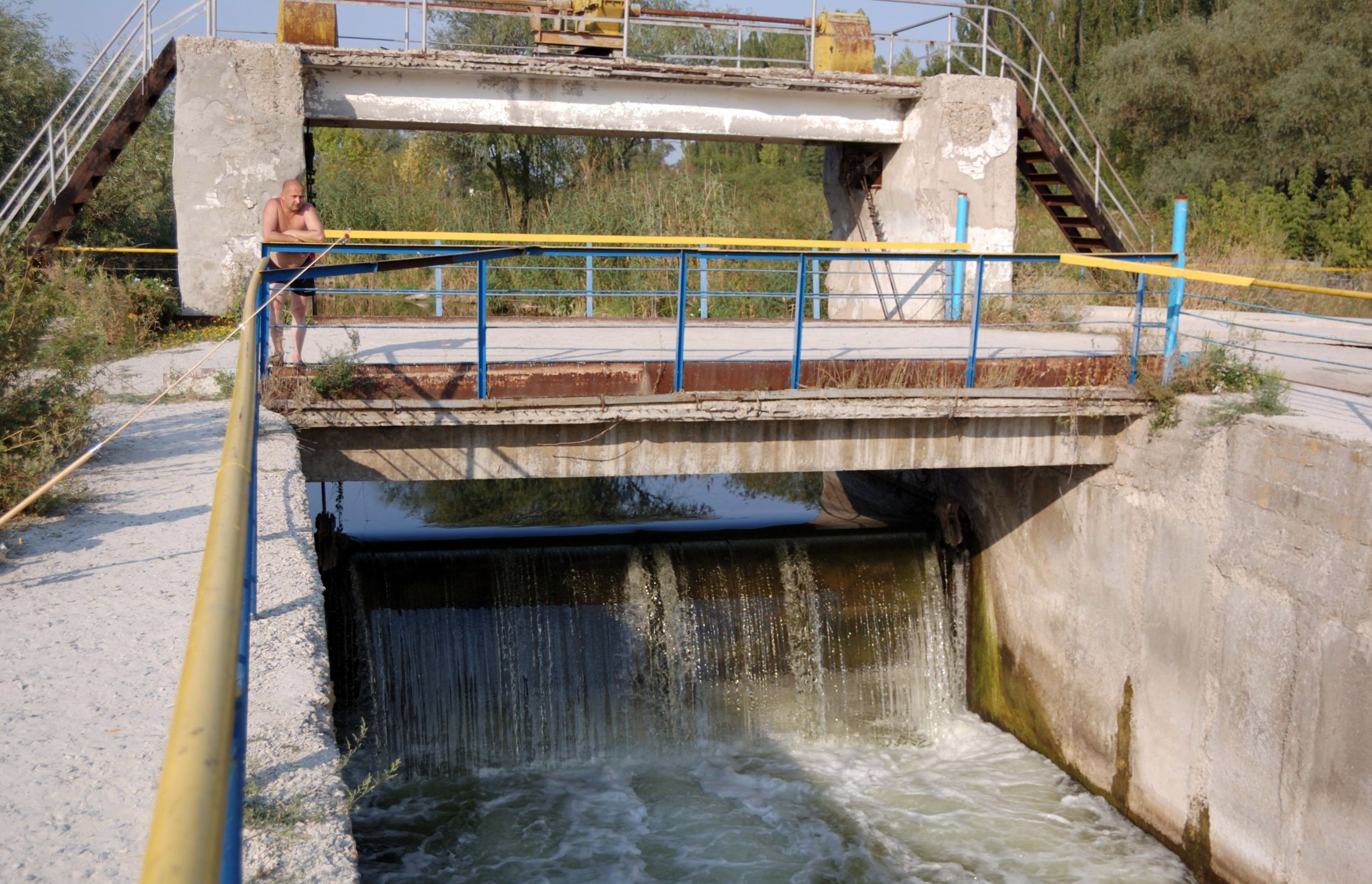
Шлюз,2008

## Також
- Перелік населених пунктів, що постраждали від Голодомору 1932-1933, Луганська область